# Дуе Караре
Дуе Караре (итал. Due Carrare) је насеље у Италији у округу Падова, региону Венето.
Према процени из 2011. у насељу је живело 2829 становника. Насеље се налази на надморској висини од 8 м.

## Становништво
| 1951. | 1961. | 1971. | 1981. | 1991. | 2001. | 2011. |
| ----- | ----- | ----- | ----- | ----- | ----- | ----- |
| 2.350 | 1.828 | 1.692 | 1.805 | 1.979 | 52    | 8.943 |